# Брянчанинов, Георгий
Георгий Брянчанинов MIC (англ. George Brianchaninoff, в паспорте значился как Джордж Брэнч англ. George Branch, при рождении Глеб Антонович Брянчанинов; 8 июня 1919, Благовещенск — 5 апреля 2018) — русский грекокатолический священник, архимандрит, участник Русского апостолата в Зарубежье.

## Биография
Родился 8 июня 1919 года в Благовещенске. Приходится правнучатым племянником епископу и богослову Игнатию (Брянчанинову). При крещении получил имя Глеб.
Вместе с родителями эмигрировал в Китай, где в 1937 году окончил с серебряной медалью лицей святого Николая в Харбине.
Вскоре после этого присоединился к Католической Церкви и 4 декабря 1938 года вступил в орден мариан, принял монашеское имя Георгий.
С мая 1939 года получал духовное образование в Риме, вёл передачи на Радио Ватикана. В 1944 году рукоположен в сан священника русским католическим епископом Александром Евреиновым. Докторская степень (1947 год, диссертация «Учение св. Иоанна Златоуста о послушании церковной власти»). По поручению генерала ордена мариан, епископа Петра Бучиса занимался помощью русским детям в лагерях для беженцев в Западной Европе. До 1950 года работал в Русском комитете помощи беженцам при Ватикане, затем до 1956 года жил в Лондоне. В 1957 году переведён в Австралию в помощь о. Андрею (Каткову), своему однокашнику по лицею и собрату по ордену. Вместе с ним участвовал в основании миссионерского центра для католиков восточного обряда в Мельбурне, окормлял католиков из числа перебравшихся в Австралию из Китая русских эмигрантов, в том числе после того, как в 1958 году о. Андрей (Катков) был отозван в Рим. Получил австралийское гражданство.
Начиная с 1990 года несколько раз бывал в России.
До конца 2007 года проживал в Центре для русских восточного обряда (англ. Center for the Russians of Eastern Rite), затем в доме св. Иосифа для престарелых священников (англ. St. Joseph's Nursing Home for Priests) в Норткоте (пригород Мельбурна). Скончался 5 апреля 2018 года в страстный четверг.